# Maxet
Maxet is een buurtschap in de gemeente Leudal, in de Nederlandse provincie Limburg. Er wonen ongeveer 490 mensen. Tot 2007 viel de buurtschap onder de gemeente Heythuysen.
Maxet omvat feitelijk het gehele buitengebied ten westen van Heythuysen en ten oosten van Leveroy. Het wordt verder begrensd door de Leveroyse Beek in het noorden en de Tungelroyse Beek in het zuiden. Qua adressering valt de buurtschap volledig onder de woonplaats Heythuysen. De bebouwing ligt hoofdzakelijk verspreid in het gebied, met min of meer concentraties langs de Bosscherkampweg en de Scheyvenhofweg. In de buurtschap staat de Mariakapel.
De buurtschap bevindt zich nabij het natuurgebied Leveroyse Bergen. Er bevinden zich twee kampeerterreinen. In het gebied bevond zich vroeger de Maxetschans.
De nabijgelegen buurtschap Achter het Klooster wordt ook wel tot Maxet gerekend.
Dorpen: Baexem · Buggenum · Ell · Grathem · Haelen · Haler · Heibloem · Heythuysen · Horn · Hunsel · Ittervoort · Kelpen-Oler · Neer · Neeritter · Nunhem · Roggel

Buurtschappen: Aan de Bergen · Aan het Broek · Achter het Klooster · Asbroek · Beekkant · Berik · Blenkert · Brumholt · Caluna · Castert · De Horck · Dries · Eiland · Eind · Ellerhei · Gendijk · Geneijgen · Gerhegge · Haelense Broek · Hanssum · Heiakker · Heide (Heythuysen) · Heide (Roggel) · Heioord · Heugde · Hoek · Hollander · Hoogschans · Hoogstraat · De Horck · Kappert · Karreveld · Keizerbos · Kinkhoven · Laak · Maxet · Mortel · Nijken · Op de Bos · Ophoven · Overhaelen · Roligt · Santfort (deels) · Schaapsbrug · Schans (Ell) · Schans (Roggel) · Schillersheide · Smidstraat · Strubben · Uffelse · Venne · Vestjenshoek · Vlaas · Waije

Voormalige gemeenten: Haelen · Heythuysen · Hunsel · Roggel en Neer

Limburg: Steden en dorpen      Nederland: Provincies · Gemeenten